# Edward Smith-Stanley, 12. Earl of Derby

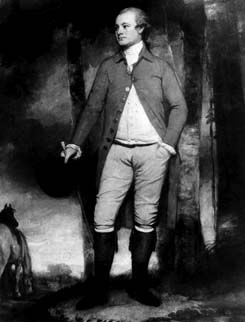
George Romney: Edward Smith Stanley, 12. Earl of Derby, Öl auf Leinwand, 1776

Edward Smith-Stanley, 12. Earl of Derby (* 12. September 1752 auf Patten House in Preston; † 21. Oktober 1834 in der Derby Chapel in Ormskirk) war ein britischer Politiker und Besitzer und Züchter von Rennpferden.

## Leben und Wirken
Er besuchte zunächst das Eton College und anschließend das Trinity College an der Universität Cambridge. Aufgrund des frühen Todes seines Vaters erbte er 1776 beim Tode seines Großvaters Edward Stanley, 11. Earl of Derby dessen Titel.
Sowohl 1783 als auch nochmals 1806/7 trug er als Chancellor of the Duchy of Lancaster Regierungsverantwortung.
Er besaß in der Nähe von Epsom ein Gut namens „The Oakes“. Der vom Galopprennsport Besessene plante mit seinen Freunden 1778 ein Stutenrennen, das als „Epsom Oaks“ bekannt wurde. Daraufhin wurde die Erschaffung eines weiteren Rennens für Hengste erwogen. Am 4. Mai 1780 wurde das erste Derby gelaufen. Es siegte der Favorit Diomed.
Das Derby, als bedeutendstes Rennen für dreijährige Stuten und Hengste, wird seither in unzählbaren Ländern überall auf der Welt durchgeführt. Zahlreiche andere Sportveranstaltungen werden ebenfalls Derby genannt.